# Ulex cantabricus
Ulex cantabricus är en ärtväxtart som beskrevs av Alvarez och Al.. Ulex cantabricus ingår i släktet ärttörnen, och familjen ärtväxter. Inga underarter finns listade i Catalogue of Life.